# Phaner electromontis
Phaner electromontis är en primat i familjen muslemurer som förekommer på norra Madagaskar.
Populationen listades tidigare som en underart till Phaner furcifer men sedan 2001 godkänns den som art. Utbredningsområdet är regionen Montagne d’Ambre som ligger 50 till 1500 meter över havet. Arten lever i tropiska skogar som kan vara torr eller fuktiga. I området Daraina vistas arten främst i galleriskogar. Denna population kan vara en självständig art men den blev inte beskriven än.
Individerna är aktiv på natten och de klättrar främst i träd. De är liksom andra medlemmar av släktet Phaner specialiserade på naturgummi och trädens vätskor.
Arten har huvudsakligen en gråaktig päls. Påfallande är en svart längsgående strimma på ryggens mitt. Strimman delar sig på huvudets topp och båda grenar fortsätter över de bruna ögonen fram till nosen. Dessutom har arten en svart svansspets. Tre individer som blev uppmätt var i genomsnitt 27,2 cm långa (huvud och bål), hade en cirka 34,4 cm lång svans och vägde cirka 385 g.
Liksom andra släktmedlemmar men i motsats till andra lemurider som lever i samma region viftar arten påfallande med huvudet, har allmänt hastiga rörelser och höga läten.
Denna primat hotas av habitatförstörelse genom gruvdrift och av svedjebruk. Phaner electromontis förekommer i två nationalparker och i ett annat skyddsområde. Trots dessa åtgärder minskar populationen fortfarande och arten listas därför av IUCN som starkt hotad (endangered).